# Tristan Bowen
Tristan Bowen (Van Nuys, California, EUA, 30 de enero de 1991) es un futbolista estadounidense. Actualmente está sin equipo.

## Trayectoria

### Inicios
Bowen, quien fue educado en casa, estudió en la Escuela Secundaria Chatsworth por un año, pero no fue a la universidad, se unió a la academia juvenil del LA Galaxy Galaxy Rios, el 15 de marzo de 2007.
Luego de un corto paso por los San Fernando Valley Quakes en la USL Premier Development League, Bowen jugó para los Galaxy Rios en la Copa SUM sub-17 de 2018, y después ayudó al equipo a ganar la Pacific Southern California Division de la USL Super-20 League.

### LA Galaxy
Bowen jugó varios partidos con el equipo de reservas del Galaxy en la MLS Reserve Division para finales de la temporada 2008, y fue fichado formalmente por el primer equipo del LA Galaxy el 12 de noviembre de 2008, convirtiéndolo así en el primer jugador en la historia de la MLS en ser fichado en forma directa de su academia juvenil. Jugó en el tour de pretemporada de Oceanía del Galaxy en febrero de 2009, e hizo su debut profesional el 17 de abril de 2009 en un partido frente al Colorado Rapids por la Lamar Hunt U.S. Open Cup. Debutó en la MLS el 20 de junio de 2009 en un partido frente al San Jose Earthquakes.
Luego de que la MLS Reserve Division fuera suspendida a finales de 2008, Galaxy envió a Bowen a préstamo a los Hollywood United Hitmen de la USL Premier Development League y a Miami FC de la USL First Division durante una parte de la temporada 2009, para que mantenga su condición física en buen estado.

### Chivas USA
Bowen fichó con los rivales de Los Ángeles del Galaxy, el Chivas USA, el 15 de diciembre de 2010 a cambio de dinero y una parte del dinero recibido por cualquier transferencia del jugador a un club extranjero.
El 26 de agosto de 2011, Chivas USA anunció que Bowen había sido enviado a préstamo al K.S.V. Roeselare de la Segunda División de Bélgica. Bowen regresó a Chivas el 17 de mayo de 2012.

### Seattle Sounders FC
El 11 de diciembre de 2013, Tristan Bowen fue transferido al Seattle Sounders FC a cambio de Mauro Rosales y el segundo puesto en el orden de distribución de jugadores en la liga.

## Selección nacional
Bowen ha jugado para las selecciones sub-18 y sub-20 de los Estados Unidos, incluyendo tres partidos en noviembre de 2008 en los que jugó partidos amistosos frente al Real Madrid, Atlético Madrid y el Rayo Vallecano. Además, tiene la opción de representar a Jamaica debido a sus raíces.

## Palmarés

### Campeonatos nacionales
| Título             | Club      | País           | Año  |
| ------------------ | --------- | -------------- | ---- |
| Supporter's Shield | LA Galaxy | Estados Unidos | 2010 |